# The High Road
The High Road este cel de-al doilea album al cântăreței de origine americană JoJo.
Albumul a debutat și a rămas în topurile internaționale mai multe săptămâni, devenind unul dintre marile succese din întreaga carieră a cântăreței. Fiind compus și prelucrat de producători cu renume precum Scott Storch, Matthew Gerrard sau Sean Garrett, discul a atras atenția criticilor, care au remarcat evoluția vocală și interpretativă a lui JoJo.
În același an discul este relansat, fiind extrase pe single noi succese precum „Too Little Too Late” (însoțit de un videoclip ce avea ca temă fotbalul, datorită Campionatul Mondial de Fotbal, ediția anului 2006 ce era în desfășurare la vremea respectivă), balada RnB-soul „How To Touch A Girl”, și „Anything” (piesă care s-a bucurat de difuzări frecvente la posturile de radio din Europa). Piesa „How To Touch A Girl” a fost aspru crticată pentru versurile sale „provocatoare și interpretabile”. Deși piesa nu a intrat în Billboard Hot 100, a atins poziția 4 în Bubbling Under, clasament care ține evidența cântecelor apropiate de intrarea în Hot 100, și pe locul 76 în Pop 100.
În vara anului 2007 JoJo a susținut un turneu local în S.U.A.. Turneul a promovat cele două albume ale cântăreței, JoJo și The High Road, pe parcursul recitalurilor cântăreața preluând și interpretând șlagăre cunoscute ale unor muzicieni precum Beyoncé, Kelly Clarkson, Amy Winehouse și Justin Timberlake. Seria de concerte și cele trei discuri single promovate s-au bucurat de succes, iar albumul ajunge pe locul 3 în clasamentul celor mai comercializare discuri din S.U.A., primind discul de aur pentru vânzări de peste 500,000 exemplare.
La data de 1 decembrie 2007, la ceremonia premiilor Boston Music Awards JoJo a fost desemnată câștigătoarea premiului „Cea mai bună cântăreață națională”, pentru intepretarea cântecului „Too Little Too Late”. Ulterior, JoJo a primit un premiu special din partea Yahoo, hitul său „Too Little Too Late” fiind descărcat în format digital în peste zece milioane de exemplare.

## Ordinea pieselor pe disc
1. „This Time” - 3:28
2. „The Way You Do Me” - 3:13
3. „Too Little Too Late” - 3:41
4. „The High Road” - 3:50
5. „Anything” - 3:49
6. „Like That” - 3:48
7. „Good Ol'” - 4:08
8. „Coming for You” - 3:30
9. „Let It Rain” - 3:47
10. „Exceptional” - 3:47
11. „How to Touch a Girl” - 4:27
12. „Note to God” - 4:27

## Extrase pe single
- 2006: Too Little Too Late
- 2006: How to Touch a Girl
- 2005: Anything

## Clasamente
| Clasament (2006-2007)                    | Poziția de vârf |
| ---------------------------------------- | --------------- |
| Australian ARIA Urban Albums Chart       | 22              |
| Canadian Albums Chart                    | 12              |
| Japanese Oricon Albums Chart             | 45              |
| Swiss Albums Chart                       | 96              |
| U.S. Billboard 200                       | 3               |
| U.S. Billboard Comprehensive Albums      | 3               |
| Chart (2007)                             | Peak position   |
| Belgian Ultratop Albums Chart (Flanders) | 94              |
| European Top 100 Albums                  | 92              |
| UK Albums Chart                          | 24              |